# Xylotrechus stebbingi
Xylotrechus stebbingi ist ein Käfer aus der Familie der Bockkäfer und der Unterfamilie der Cerambycinae. Die Gattung Xylotrechus ist in Europa mit sieben Arten vertreten. Die Art Xylotrechus stebbingi ist nach Südeuropa eingeschleppt worden und vergrößert von dort aus sein Ausbreitungsgebiet. Er kommt auch in Afrika und Australien vor und stammt aus dem Orient.

## Bemerkung zum Namen
Die Art wurde erst 1906 von Gahan aus dem Nordwest-Himalaya beschrieben und nach E. P. Stebbing benannt.
Der Gattungsname Xylotrechus ist von altgr. ξύλον „xýlon“ für „Holz“ und τρέχω „trecho“ für „laufen“ abgeleitet. Er nimmt darauf Bezug, dass die Tiere gern auf liegenden Baumstämmen herumrennen.

## Eigenschaften des Käfers
| | |
| Abb. 1: Links Männchen in Aufsicht, Mitte Weibchen in Aufsicht, rechts Männchen Unterseite                                                                                        | |
| | |
| Abb. 2: links Vorderansicht, rechts Seitenansicht | |
| | |
| Abb. 3: Kopf von vorn, grüne Pfeilspitze: Kiel über Augen, blaue Pfeil- spitze: Furche zwi- schen den Stirnkielen                                                                 | Abb. 4: Tarsus des Hinter- beins, 1,2,3 Nummern des 1. bis 3. Tarsenglieds verstecktes Glied im Aus- schnitt des 3. Tarsenglieds |
| | |
| Abb. 5: brauner Fleck auf dem Halsschild | Abb. 6: heller Fleck auf den Flügeldecken                                                                                        |
| | |
| Abb. 7: Heller Fleck auf dem Episternum des Metathorax getönt: gelb: Rand der Flügeldecken grün: Schenkel des mittleren linken Beines, blau: Schiene des mittleren linken Beines, | |

Der Käfer wird gewöhnlich zwölf bis achtzehn Millimeter lang bei einer Breite von gut drei bis fünf Millimetern. Das Weibchen ist an dem verlängerten Analsegment leicht vom Männchen zu unterscheiden (Abb. 1). Der braune Körper ist weitgehend mit grauen Haaren bewachsen, was verschiedene Farbeffekte hervorruft. Auf dem Halsschild erscheinen Stellen mit fehlender Behaarung als braune Flecken (Abb. 5). Umgekehrt bewirken auf den Flügeldecken kleine Stellen mit grauer Behaarung insgesamt eine weißliche Zeichnung auf braunem Grund (Abb. 6). Bereits in der Erstbeschreibung wird auf einen weißlichen Fleck auf der Seite des Käfers hingewiesen. Er liegt hinter dem mittleren Beinpaar auf dem letzten Brustabschnitt (Episternum des Metathorax) und wird dadurch hervorgerufen, dass an dieser Stelle inmitten spärlicher Behaarung die Behaarung besonders dicht ausgebildet ist (Abb. 7).
Der Kopf wird fast rechtwinklig nach unten gesenkt getragen. Auf dem Kopf verlaufen in kleinem Abstand zueinander zwei Längskiele, die zwischen sich eine Furche bilden (Abb. 3 blaue Pfeilspitze auf Furche zwischen den Kielen). Sie sind charakteristisch für die Gattung und bei der Xylotrechus stebbingi kräftig ausgebildet. Die beiden Kiele nähern sich nach vorn einander. Parallel dazu verläuft über der Fühlerbasis beidseitig ein weiterer Längskiel, der sich bis vor den Augenvorderrand fortsetzt (Abb. 3 grüne Pfeilspitze). Die Augen liegen größtenteils unter der Fühlereinlenkung. Im Bereich der Fühlereinlenkung sind sie annähernd halbkreisförmig ausgeschnitten, der hintere Augenteil reicht bis über die Höhe der Fühlereinlenkung nach oben (Abb. 2 rechts). Die elfgliedrigen Fühler sind kürzer als die halbe Körperlänge.
Der Halsschild trägt vier braune Flecken, die auf halber Länge in einer Querlinie liegen, zwei seitlich und zwei auf dem Rücken. Der Halsschild ist länger als breit, hinter der halben Länge am breitesten, nach vorn wenig und zur Basis hin deutlich verschmälert.
Die Flügeldecken sind schwach glänzend braun, an der Basis dicht grau behaart. Außerdem bildet die Behaarung drei breit unterbrochene und unregelmäßige Querbänder, das vorderste nahe der Basis, das mittlere kurz vor der halben Länge und das hintere in der Mitte zwischen dem mittleren Band und dem Ende der Flügeldecken. Das Flügeldeckenende ist in einem schmalen Band ebenfalls grau behaart.
Die Beine sind ungewöhnlich lang (in Abb. 2 links besonders gut erkennbar). Die Schenkel sind stark verdickt, die Hinterschenkel überragen die Spitze der Flügeldecken. Die Tarsen sind wie die der meisten Bockkäfer scheinbar viergliedrig, da ein weiteres Glied an der Basis des Klauengliedes im Ausschnitt des dritten Tarsengliedes kaum erkennbar ist. Das erste Glied der Hintertarsen ist doppelt so lang wie die beiden folgenden Glieder zusammen (Abb. 4).

## Biologie
Der Käfer ist aus seinem Herkunftsgebiet an verschiedenen Eichenarten gemeldet, in Europa zeigt er sich extrem polyphag und ist an einem breiten Spektrum weiterer Laubbäumen nachgewiesen (Weiße Maulbeere, Feldulme, verschiedene Pappeln und Erlen, Gerber-Sumach, Feige, Walnuss, Manna-Esche, Hänge-Birke, Platanen, Olive, Gewöhnliche Robinie, Europäische Hopfenbuche, Edelkastanie, Steinweichsel, Europäischer Zürgelbaum, Götterbaum), nach einer Veröffentlichung sogar an Nadelbäumen (Kiefern).
Die Käfer erscheinen von Ende Mai bis Ende September, sind aber vor allem im Juni und Juli an importierter Maulbeere zu finden (1982 Italien, 1995 Griechenland). Die Larven fressen anfänglich unter der Rinde im Bast, später im äußeren Splintholz. Aus dünneren Ästen können sich sehr kleine Exemplare entwickeln (acht Millimeter).
Der Käfer schwärmt abends, ist aber auch tagaktiv.
Die Entwicklung dauert ein oder zwei Jahre.

## Verbreitung
Der Käfer stammt aus Asien und kommt dort in Afghanistan, Bhutan, Indien, Nepal, Pakistan, Tadschikistan und Tibet vor. Nach Europa wurde er vermutlich mit Holz eingeschleppt und er ist dort in Ausbreitung begriffen. 1982 wurde er erstmals aus Italien gemeldet, Anfang der 80er Jahre auch aus der Schweiz und 1993 aus Frankreich. 1995 war die Art bereits aus Slowenien und Kroatien bekannt, und wurde erstmals aus dem kontinentalen Griechenland gemeldet, 1999 von der Insel Kreta, 2002 aus Deutschland. 2015 wurde ein Fund aus Albanien veröffentlicht, ebenfalls 2015 aus Spanien und 2018 aus Portugal. Außerdem wurde der Käfer in Israel, der Türkei und Tunesien gefunden.